# Tudżan al-Fajsal
Tudżan al-Fajsal (ur. 1948) – jordańska polityk, pierwsza w historii kobieta wybrana do jordańskiej Izby Reprezentantów. 

## Życiorys
Tudżan al-Fajsal jest z pochodzenia Czerkieską. Pracowała jako dziennikarka i prezenterka telewizyjna.
Zaangażowana w ruch antykorupcyjny i feministyczny, w 1993 jako pierwsza w historii Jordanii kobieta została wybrana do Izby Reprezentantów. W kolejnych wyborach w 1997 nie zdobyła mandatu. Pierwszą kobietą będącą członkinią parlamentu w historii Jordanii była Leila Sharaf. Została ona mianowana do Senatu Jordanii w 1989 roku. Stanowisko to pełniła tylko w 1989 roku oraz ponownie w latach 1993–1994 i w 2011 roku.
W maju 2002 została aresztowana pod zarzutem publikowania informacji szkalujących honor i integralność Jordanii. Wydarzyło się to po tym, gdy polityk w liście otwartym do króla Abd Allaha II oskarżyła premiera Alego Abu ar-Raghiba, jego rodzinę i jego rząd o korupcję w związku z decyzją o podwojeniu stawki najniższego obowiązkowego ubezpieczenia samochodowego. Została skazana na półtora roku więzienia za zniesławienie państwa jordańskiego na podstawie specjalnych przepisów wprowadzonych w Jordanii po zamachu terrorystycznym na World Trade Center. 
W więzieniu Tudżan al-Fajsal podjęła strajk głodowy, który trwał 29 dni. 28 czerwca 2002 król Abd Allah II ułaskawił ją. Działaczka zapowiedziała dalszą walkę z korupcją.
W 2003 Tudżan al-Fajsal zamierzała startować w kolejnych wyborach parlamentarnych w Jordanii, jednak jej wniosek o zarejestrowanie kandydatury został odrzucony z powodu wcześniejszego skazania za przestępstwo niezwiązane z polityką.
Jest zamężna, ma trójkę dzieci.